# ترکستان روسیه
ترکستان روسیه که به آن ترکستان باختری و ترکستان غربی نیز گفته می‌شود، سرزمینی بوده است که اکنون بخشی از جمهوری‌های ترکمنستان، ازبکستان، قرقیزستان، تاجیکستان و تکهٔ جنوبی جمهوری قزاقستان را تشکیل می‌دهد. این منطقه میان سال‌های ۱۸۸۰ تا ۱۹۲۰ میلادی توسط امپراتوری روسیه و به دنبال آن شوروی اشغال گردید و در نهایت در دههٔ ۱۹۲۰ میلادی به چندین جمهوری مستقل تقسیم شد و رسماً به اتحاد جماهیر شوروی پیوست. نام حقیقی این منطقه در واقع فرارود (ماوراءالنهر) و خوارزم بوده است.

## گسترهٔ جغرافیایی
ترکستان باختری یا ترکستان روس سرزمین پهناوری است که بخش بزرگی از آن در گذشته به‌نام سرزمین تور، توران و خوارزم زبانزد بوده که امروزه میان ازبکستان، ترکمنستان، قزاقستان و ترکستان خاوری و مغولستان بیرونی قرار دارد. رود سیردریا و آمودریا در آن جاری است و به‌درستی می‌توان آن را حوضهٔ دریاچهٔ خوارزم و دو رود یاد شده دانست. قسمت باختر باختری این سرزمین را پیش از مغول، ترکستان و قسمت جنوب خاوری آن را فرغانه می‌نامیدند.
این سرزمین خود به دو بخش ترکستان جوزجان یا ترکستان جنوبی و ترکستان خوارزم یا ترکستان باختری جدا می‌شود.
نام‌های باستانی این منطقه شامل فرارود، خوارزم، و سغد بوده است. مردم باستانی این سرزمین سغدیان و خوارزمیان بوده‌اند و به زبان‌های سغدی و زبان خوارزمی سخن می‌گفتند که هر دو این‌ها جزو زبان‌های ایرانی‌شرقی، زیرشاخهٔ زبان‌های هندواروپایی بوده است.

## ترکستان جوزجان یا ترکستان جنوبی
ترکستان جنوبی یا ترکستان جوزجان (که به‌صورت ترکستان گوزگان، ترکستان گوزگانان و ترکستان جوزجانان نیز به‌کار می‌رفته است) در بخش شمالی افغانستان، جنوب رود آمودریا و در غرب سرزمین بلخ قرار داشته است. ولایت‌های جوزجان و فاریاب در شمال افغانستان پاره‌ای از ترکستان جنوبی شمرده می‌شوند.

## ترکستان خوارزم یا ترکستان باختری
ترکستان باختری یا ترکستان خوارزم دربردارنده بخش‌هایی از فرارود و خوارزم بوده است که هم‌اکنون در کشورهای ترکمنستان، ازبکستان و … جای گرفته است. این بخش در باختر رود جیهون، خاور دریاچه خزر و جنوب دریاچه آرال جای گرفته است.

## توران
نام توران در اوستا و تاریخ ایران آمده است. بین فرمانروایان ایران و توران همواره بر سر کیش و سرزمین زد و خوردهایی بوده است ولی پس از زرتشت بخشی از مردم آن سرزمین کیش زرتشت را پذیرفتند. استاد واسیلی بارتولد این چالش را چنین بیان می‌کند که نام توران در اوستا آمده است و چنین انگاشته می‌شود که تورانیان شاخه‌ای از آریاییان بوده‌اند. از سدهٔ ششم میلادی که ترکان به آسیای میانه راه یافتند، مانندگی (شباهت) این دو نام سبب شد که برخی نام توران را با نام ترکان یکی بدانند. حال‌آنکه هیچ پیوندی میان این دو نام نبود.